# Réserve naturelle régionale du réseau de landes atlantiques du Parc naturel régional Périgord-Limousin
La réserve naturelle régionale du réseau de landes atlantiques du Parc naturel régional Périgord-Limousin  (RNR307) est une réserve naturelle régionale située en Nouvelle-Aquitaine. Classée en 2015, elle occupe une surface de 40,9 hectares.

## Localisation
Le territoire de la réserve naturelle est dans le département de la Haute-Vienne, sur les communes de Bussière-Galant, Champagnac-la-Rivière, Champsac, Gorre, La Meyze, Saint-Bazile, Saint-Hilaire-les-Places, Saint-Laurent-sur-Gorre.

## Administration, plan de gestion, règlement

### Outils et statut juridique
La réserve naturelle a été créée par une délibération du Conseil régional du 20 novembre 2015.